# Walchshausen
Walchshausen ist ein Dorf im Innviertel bei Ried im Innkreis, Ortschaft der Gemeinden Tumeltsham und Andrichsfurt, und ist somit einer der Orte in Österreich, die in mehreren Gemeinden liegen.

## Geographie
Der Ort liegt direkt an der Autobahnauffahrt (Autobahnzubringer B 141a) der Anschlussstelle Ried der Innkreis Autobahn A 8, an der Landesstraße Unterinnviertler Straße L 513, die ab der Autobahnauffahrt als Fortsetzung der Rieder Straße B 141 nordwärts weiter über Andrichsfurt nach Zell an der Pram (Altheimer Straße B 137) führt.
Zum Ort gehören auch die beiden Einzellagen Hof ⊙ und Saxberg ⊙, die die Ortschaft von Andrichsfurt bilden.
Nachbarortschaften:
| Oberhaselberg Baumgartling (Gem. Andrichsfurt) | Raschhof Moosedt (Gem. Andrichsfurt)        |                           |
| Pesenreith (Gem. Tumeltsham)                   | Kompassrose, die auf Nachbargemeinden zeigt |                           |
| Tumeltsham                                     |                                             | Moosedt (Gem. Tumeltsham) |

## Infrastruktur
Walchshausen ist Standort der Autobahnpolizeiinspektion Ried im Innkreis (Walchshausen 19 ⊙) der Landespolizeidirektion Oberösterreich.
Außerdem befindet sich am Ort die Freiwillige Feuerwehr Walchshausen
(Bezirk Ried im Innkreis/Abschnitt Nord; Walchshausen 16 ⊙), die wegen der Autobahnnähe vergleichsweise viele schwere Einsätze fährt.

## Sehenswürdigkeiten
Beim Gehöft Saxberg befindet sich eine alte Kapelle,
im Ort wurde 2005/06 eine Florianikapelle errichtet. ⊙